# Розтріщеник вишуканий
Розтріщеник вишуканий (Schistidium elegantulum) — вид мохів порядку гріміальних (Grimmiales).

## Поширення
Батьківщиною є Європа, Азія.
Вид росте в вапняних місцях, від сухих до вологих і від світлих до частково затінених, переважно на гірських висотах. Переважними місцями проживання є листяні ліси, де він поселяється на каменях, брилах і скелях, а також росте на бетоні.

## Характеристика
Рослини до 3 сантиметрів заввишки й утворюють пухкі, переважно оливкового кольору, пучкові галявини. Листки ланцетні, краї листя і листкова жилка гладкі. Листова пластинка має двошарові смуги і плями. Спорові коробочки дуже поширені. Урноподібна коробочка від солом’яно-жовтого до світло-помаранчево-коричневого кольору і в 1.6–2.4 рази довша за її ширину. Спори від гладких до зернистих, 8–11 мікрометрів.